# Murrindal River
Der Murrindal River ist ein Fluss im östlichen Gippsland im australischen Bundesstaat Victoria.

## Verlauf
Er entspringt bei der Kleinstadt Butchers Ridge westlich des Snowy-River-Nationalparks, fließt nach Süden zur Kleinstadt Murrindal und weiter bis zur Mündung in den Buchan River.